# Alegoría cristiana
Esta Alegoría cristiana, también conocida como La alegoría sagrada (en italiano, Allegoria sacra), es una de las obras del periodo de madurez del pintor renacentista italiano Giovanni Bellini. Se conserva en la Galería de los Uffizi, en Florencia (Italia). Está realizado al temple sobre tabla. Fue pintado hacia 1490. Es una obra que mide 73 cm de alto y 119 cm de ancho. 
Se cree que pudo ser una obra encargada por Isabel de Este. Puede ser una alegoría del Purgatorio, inspirado en el poema Le Pèlerinage de l'Âme, de Guillaume de Deguileville.
En un marco arquitectónico con un colorido paisaje al fondo, se muestran diversas figuras de santos cuyo nexo de unión o sentido general de la obra no está muy claro. Está considerada de difícil interpretación. La terraza tiene elaboradas baldosas de mármol. La profundidad del paisaje se logra no tanto por la perspectiva sino, sobre todo, por el cromatismo.
Se distingue a san Sebastián, a la derecha de todo, con una flecha clavada. Junto a él, un san Jerónimo o quizá una representación del santo Job; estas dos figuras no presentan el mismo modelado que el resto. Al otro lado de la balaustrada, a san Pablo, con un gran manto rojo y una espada en la mano. En la parte de la izquierda, María en un trono. En el extremo de este lado, una figura con turbante que parece un añadido posterior.
Esta alegoría se relaciona con las obras maestras que Bellini elaboraría a finales del siglo XV, principios del XVI, como la Sacra conversación, la Piedad, La madonna del prado, El bautismo de Cristo o la «palla» de San Zacarías.